# Ghiacciaio Delta
Il ghiacciaio Delta è un ghiacciaio lungo circa 8 km situato nella regione sud-occidentale della Dipendenza di Ross, nell'Antartide orientale. Il ghiacciaio, il cui punto più alto si trova a circa 1400 m s.l.m., si trova sulla costa di Hillary e ha origine dal versante orientale della dorsale Worcester, da cui fluisce verso nord-est, scorrendo tra il versante settentrionale del picco Northcliffe, fino a unire il proprio flusso a quello del ghiacciaio Skelton a sud dell'estremità meridionale della scogliera Delta.

## Storia
Il ghiacciaio Delta è stato mappato e battezzato dai membri del reparto neozelandese della Spedizione Fuchs-Hillary, condotta dal 1956 al 1958. Inizialmente battezzato "ghiacciaio Cascade" in virtù delle cascate di ghiaccio presenti nella sua parte inferiore, il ghiacciaio è stato poi rinominato con il suo nome attuale in associazione con la scogliera Delta quando è risultato che il nome ghiacciaio Cascade era già stato dato a un'altra formazione.